# Omnium rerum (mensura) homo
 Omnium rerum (mensura) homo лат.(изговор: омнијум рерум (мензура) хомо.) Свим је стварима (мјерило) човјек.(Питагора)

## Поријекло изреке
Ову изреку је изрекао   око 495. п. н. е.  Питагора антички филозоф и математичар, оснивач питагорејске школе.

## Изрека другачије
Homo mensura "Човјек мјераǃ"

## Значење
Питагора мисли да је све што постоји и све о чему се мисли самјерљиво човјеком. Да  човјеков субјективитет одређује истину и да је зато човјек мјера свим стварима.